# Alejandro Federico Guillermo de Wurtemberg
Alejandro Federico Guillermo de Wurtemberg (en alemán, Alexander Friedrich Wilhelm von Württemberg; Riga, 20 de diciembre de 1804-Bayreuth, 28 de octubre de 1881) fue duque de Wurtemberg.

## Biografía
Era hijo del duque Alejandro Federico de Wurtemberg y de Antonieta de Sajonia-Coburgo-Saalfeld. Era primo hermano de la reina Victoria del Reino Unido y de su esposo, el príncipe Alberto de Sajonia-Coburgo-Gotha. Cuando era joven, Alejandro fue considerado un posible candidato para matrimonio con Victoria. En junio de 1833, él y su hermano Ernesto visitaron el palacio de Kensington. Victoria escribió en su diario, "Alejandro es muy guapo y Ernesto tiene una expresión muy amable. Ambos son muy amables".
Alejandro, al igual que su padre, entró en el ejército ruso. En 1828 participó en la campaña contra el Imperio otomano y en 1831 contra Polonia.

## Matrimonio y descendencia
El 17 de octubre de 1837, se casó con la princesa católica María de Orleans (1813-1839), hija del rey Luis Felipe I de Francia. Tuvieron un hijo:
- Felipe (1838-1917), fundó la línea católica de la Casa de Wurtemberg.

Después de la temprana muerte de su esposa, el duque Alejandro vivió en las próximas décadas, en los meses de verano en el castillo Fantaisie y pasó los meses de invierno en la casa de campo a cinco kilómetros en Bayreuth. Alejandro administró el castillo y el parque correspondiente de una manera excelente y gozó de gran popularidad entre la población local debido a su participación activa en la vida comunitaria y fundaciones de caridad para los pobres y los enfermos.
Construyó un hotel adyacente al castillo Fantaisie, en el que a través de los años contemporáneos, se hospedaron personalidades como el rey Luis II de Baviera en 1866 o Richard Wagner en 1872.
El 11 de junio de 1868, el duque se casó por segunda vez en un matrimonio morganático con su ama de llaves Catalina Amalia Pfennigkaufer (31 de julio de 1829-31 de marzo de 1915), después dama de Meyernberg, para gran disgusto de su hijo Felipe.

## Rama ducal
Alejandro pertenecía a la quinta rama (la llamada "rama ducal") de la Casa de Wurtemberg, descendiente del séptimo hijo de Federico II Eugenio de Wurtemberg, duque de Wurtemberg entre 1795 y 1797. Con la extinción de la rama mayor en 1921, la rama ducal se convirtió en la nueva rama dinástica de la casa. Las dos ramas morganáticas de la Casa de Wurtemberg - los duques de Teck (extinto en la línea masculina en 1981), y la rama morganática de los duques de Urach - eran técnicamente "mayores", que la rama ducal, pero no eran elegibles para la sucesión.
Alejandro es antepasado directo en la línea masculina del reclamante actual al ducado de Wurtemberg: Carlos de Wurtemberg.
Desde 1826, Alejandro era miembro de la Cámara de los Lores de Wurtemberg, pero nunca en su vida asistió a alguna reunión. Estuvo representado por otros miembros de la cámara.

## Títulos y honores

### Títulos
- Su Alteza Real el duque Alejandro de Wurtemberg.

### Honores
- 1818: Caballero gran cruz de la Orden de la Corona de Wurtemberg. ( Reino de Wurtemberg)
- Diciembre de 1833: Caballero gran cruz de la Orden de la Casa Ernestina de Sajonia.[3] (Ducados ernestinos)
- 1851: Ciudadano honorario de la ciudad de Bayreuth.
- 1851: Caballero de la Orden de San Huberto. ( Reino de Baviera)